# Mladen Ivešić
Mladen Ivešić (Galovac (Maglaj, BiH), 8. srpnja 1980.), hrvatski slikar iz Bosne i Hercegovine. Istaknut po sakralnom slikarstvu.

## Životopis
Rođen u Galovcu. 2004. godine na ALU u Širokom Brijegu Sveučilišta u Mostaru diplomirao slikarstvo u klasi red. prof. Ante Kajinića. Na istoj akademiji magistirao 2006. godine na poslijediplomskom studiju ARS SACRA. Od iste godine na toj akadmiji viši asistent na kolegijima crtanje i slikanje. Izlagao na 16 samostalnih i na 120 skupnih izložbi u zemlji i inozemstvu. Sudionik 40 likovnih simpozija-kolonija. Suosnivač je međunarodne likovne kolonije Maglaj.
U zemlji i inozemstvu izradio djela. Njegove secco freske, oltarne slike, Križni putevi, mozaici i spomenici nalaze se u Guberu kod Livna, Doknju (crkva sv. Ilije), Slanom, svetištu sv. Leopolda Mandića u Maglaju, Maglaju, Šujici i Galovcu. Ilustrirao je knjigu mons. Želimira Puljića Rođeni iz ljubavi Kristove.

## Vanjske poveznice
- Flickr - Atelje Ivešić Slike i sakralne slike Mladena Ivešića